# Blaesoxipha rybaltschenkoi
Blaesoxipha rybaltschenkoi är en tvåvingeart som beskrevs av Yu. G. Verves 1977. Blaesoxipha rybaltschenkoi ingår i släktet Blaesoxipha och familjen köttflugor.
Artens utbredningsområde är Turkmenistan. Inga underarter finns listade i Catalogue of Life.